# Ueshima Hōzan
Ueshima Hōzan (上島 鳳山) (23 octobre 1875 - 25 juillet 1920) est un peintre nihonga japonais des périodes Meiji et Taishō. Avec ses contemporains Kitano Tsunetomi et Suga Tatehiko, il est l'un des principaux peintres d'Osaka de l'ère moderne.

## Biographie
Ueshima naît le 23 octobre 1875 à Hachikenya, dans la ville actuelle de Kasaoka (Préfecture d'Okayama). Il est le deuxième fils de Kahei Tsuji. Son vrai nom est Jujiro, Hōzan est son nom de peintre. Son père, Kahei, était un forgeron de sabres, reconverti dans la fabrication de machines scientifiques et chimiques. Son grand-père, Tsuji Hōzan, était un peintre de l'école Maruyama, et il lui emprunte son nom. Il aspire à devenir peintre dès son plus jeune âge, et étudie d'abord avec Kimura Kanzan, un disciple de Maruyama Oritate d'Osaka, puis avec Nishiyama Kan'ei et Watanabe Shōeki. En 1900, il épouse Ueshima Kuniko, qui vit à Osaka, et prend le nom de famille Ueshima.
En 1903, il reçoit un prix pour son œuvre "Bijin" lors de la 5e exposition industrielle nationale. À cette époque, le juge, Kobori Tomoto, visite même sa maison, à la grande horreur d'Ueshima. En 1912, il participe à la création de l'Association d'art Taisho par de jeunes peintres d'Osaka, avec Suga Tatehiko, Okamoto Taisei, Kitano Tsunetomi, etc. En 1915, il participe à la première exposition d'art Taisho à Osaka. Il est membre du jury de la première exposition d'art d'Osaka en 1915, mais refuse de participer à la quatrième exposition d'art d'Osaka trois ans plus tard. Avec le soutien de la famille Sumitomo et d'autres riches résidents d'Osaka, il continue à produire des œuvres et est un visiteur fréquent des garden parties organisées par la famille Sumitomo.
Ses peintures sont de style Maruyama, avec beaucoup de peintures de fleurs et d'oiseaux. Ses peintures de beautés (Bijin-ga) et de scènes de genre de la période Edo sont particulièrement appréciées. Il atteint une beauté sensuelle unique par la délicatesse de ses costumes et la beauté envoûtante de l'expression de ses figures. 
Il aime boire et a une personnalité franche et sans retenue, et il se retrouve parfois à court d'argent. En 1920, il s'effondre à la suite d'une hémorragie cérébrale et meurt chez lui, à l'âge de 45 ans. Sa tombe se trouve au temple Kitano Kansan-ji dans le quartier de Kita.

## Galerie

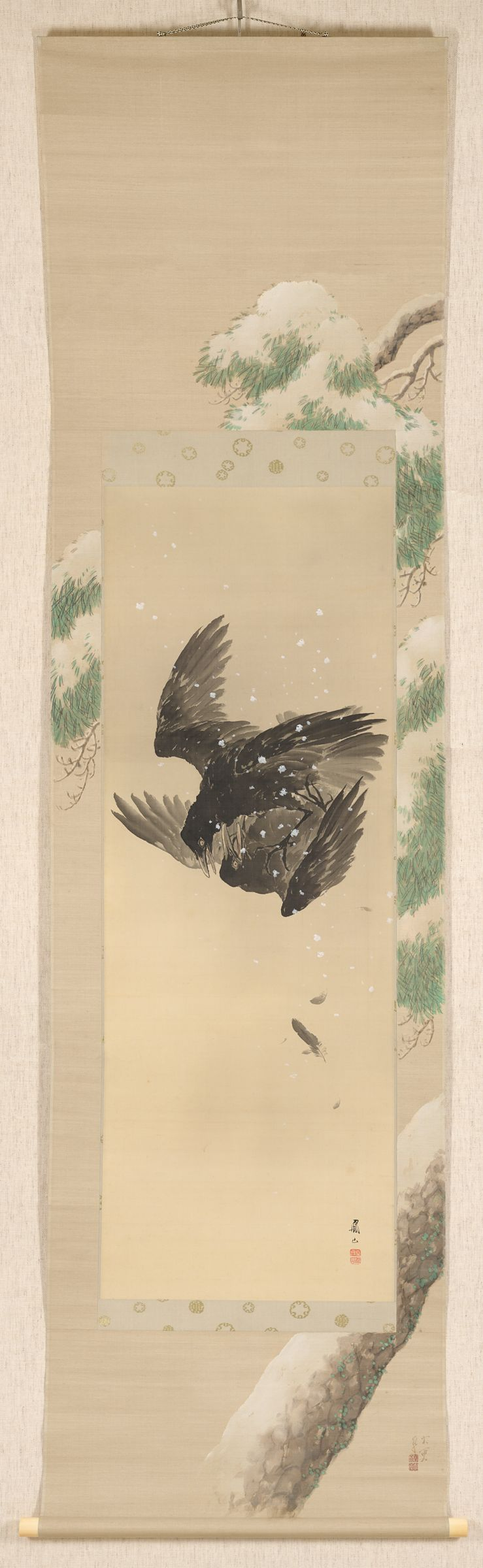
Combat de corbeaux dans la neige.
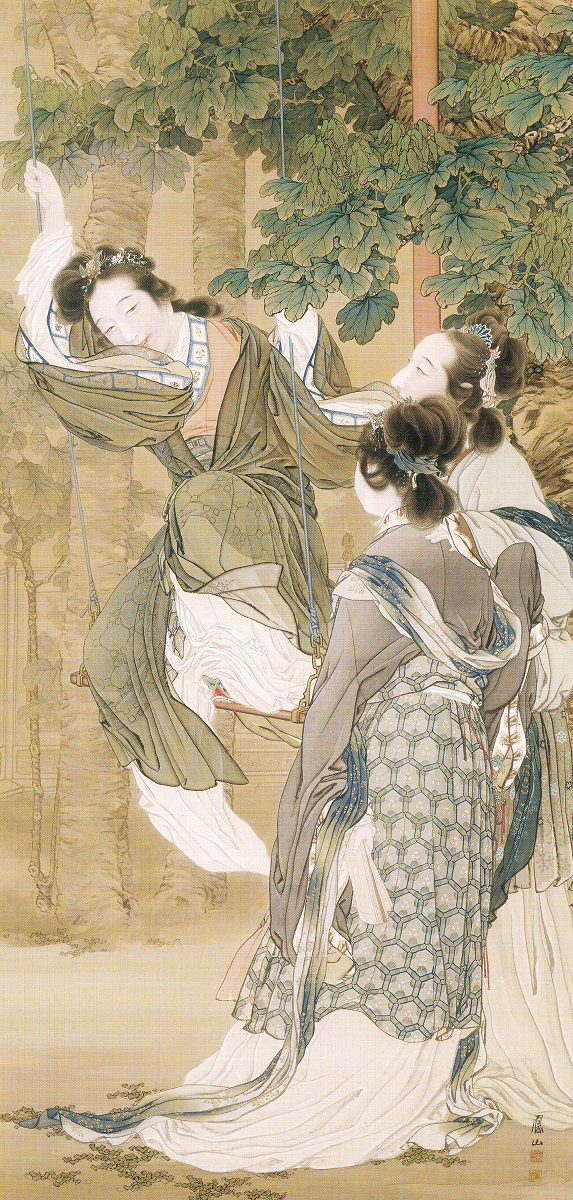
Jolies femmes à l'ombre (1909).